# Västra Häbbersträsket
Västra Häbbersträsket är en sjö i Arvidsjaurs kommun i Lappland och ingår i Skellefteälvens huvudavrinningsområde. Sjön har en area på 0,234 kvadratkilometer och ligger 396,4 meter över havet.

## Delavrinningsområde
Västra Häbbersträsket ingår i det delavrinningsområde (725690-166532) som SMHI kallar för Mynnar i Norra Kvarnträsket. Medelhöjden är 405 meter över havet och ytan är 7,85 kvadratkilometer. Det finns inga avrinningsområden uppströms utan avrinningsområdet är högsta punkten. Vattendraget som avvattnar avrinningsområdet har biflödesordning 3, vilket innebär att vattnet flödar genom totalt 3 vattendrag innan det når havet efter 142 kilometer. Avrinningsområdet består mestadels av skog (48 procent) och sankmarker (20 procent). Avrinningsområdet har 1,67 kvadratkilometer vattenytor vilket ger det en sjöprocent på 21,3 procent.